# Burtnieks
Burtnieks er den fjerdestørste sø i Letland. Den er lavvandet med en gennemsnitlig dybde på 2,90 meter. Søbunden er hovedsagelig sandet, på steder lidt mudret. I den sydøstlige del af søen er der sandsten. Søen har 17 arter fisk, såsom laks, ål og gedde, og der er områder for andejagt. Bankerne er lavvandede og sandede, men langs den sydlige kyst, har bølger udskåret sandstensklipper. Efter reguleringen af Salacafloden i 1929, faldt vandniveauet med en meter, og mange af de tørlagte områder voksede til med siv og alger. Søen har tre øer med et samlet areal på 14.000 kvadratmeter.
Søen ligger helt omsluttet af Nordvidzemes Biosfære Reservat. Mindre vandløb fra både Letland og Estland tilflyder søen. Burtnieks er kilden til den 95 kilometer lange Salaca, som munder ud i det nordvestlige hjørne af Rigabugten.
I gamle tider var søen kendt som Asti järv eller Aster, da det nordlige Vidzeme var beboet af liver. Søen er en vigtig baggrund for den lettiske nationale epos Lāčplēsis, og optræder i mange lettiske folkesagn. Et par små landsbyer klynger sig til kysten i dag, hvoraf den største er Burtnieki.